# Mikel Antía
Mikel Antía Mendiaraz (San Sebastián, 13 febbraio 1973) è un allenatore di calcio ed ex calciatore spagnolo, di ruolo difensore, collaboratore tecnico del Leeds Utd.